# Eurogames

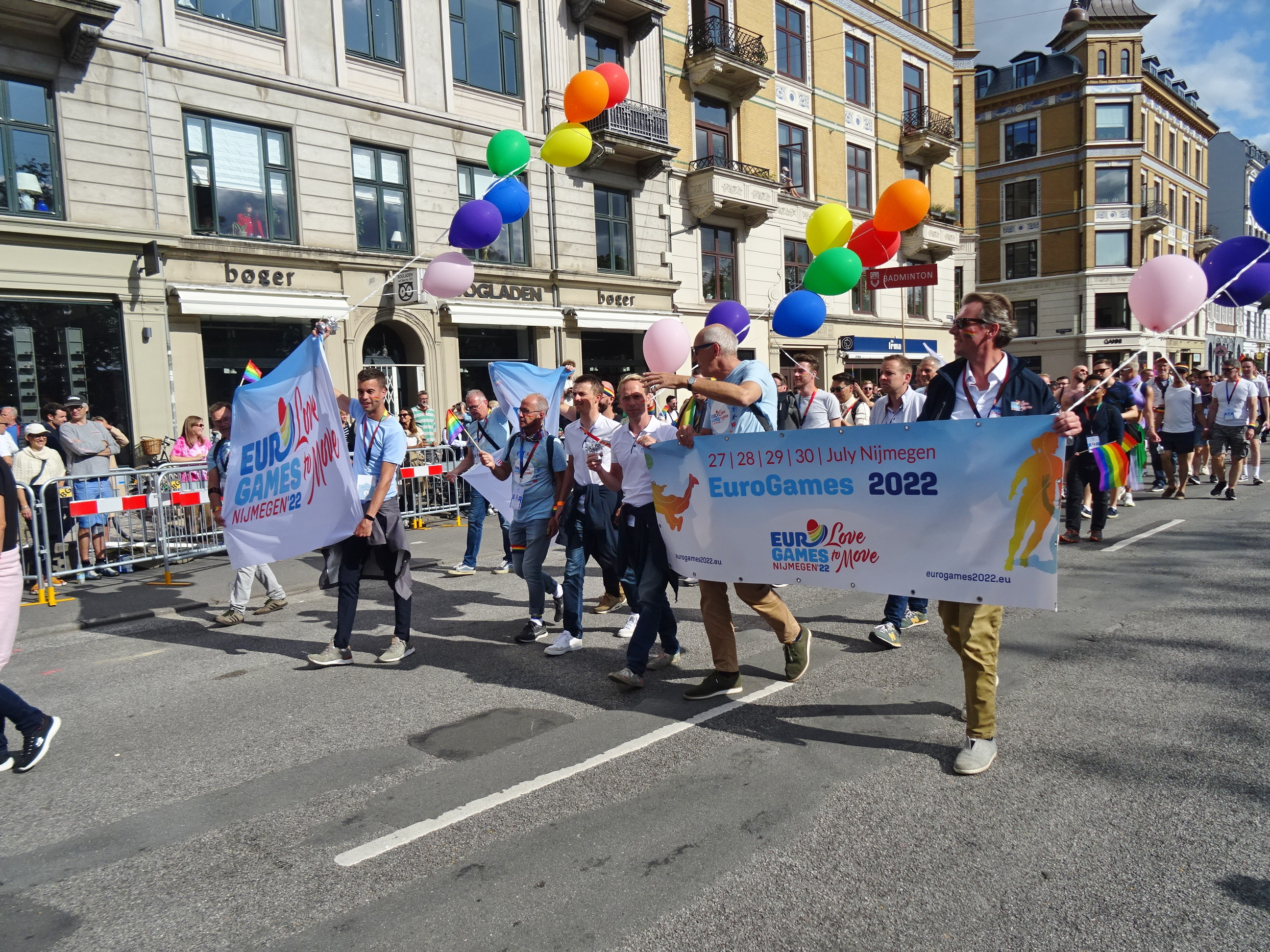
En Nimega, Países Bajos, se hicieron los desfiles de los EurosGames 2022

Los EuroGames son un acontecimiento multideportivo europeo de gays y lesbianas realizado bajo licencia de la Federación Europea del Deporte Gay y Lésbico (FEDGL) y organizado por uno o más de los miembros de la federación. Los EuroGames se llaman oficialmente European Gay and Lesbian Multi-Sports Championships (Campeonatos europeos multideportivos gay y lésbicos).
Similares a los Gay Games, los Eurogames son un acontecimiento en el que todo el mundo puede participar, independientemente del sexo, edad, identidad sexual o habilidades físicas.
Existen dos tipos de juegos, los grandes (Big EuroGames) se organizan los mismos años que los Juegos Olímpicos, mientras que desde 2001 tienen lugar los pequeños (Small EuroGames), con un máximo de 1500 participantes y que se celebran los años impares. Este formato es probable que cambie en el futuro, ya que los juegos pequeños de Utrecht 2005 tuvieron unos 3000 participantes, nueve competiciones y duraron tres días, convirtiéndolos en los juegos pequeños más grandes hasta la fecha.
La EGLSF, junto con el comité organizador de los Gay Games 2006 de Montreal, a los que les fue retirado por los dueños la licencia a favor de Chicago, han formado el Gay and Lesbian International Sport Association (Asociación deportiva internacional de gais y lesbianas; GLISA) que a su vez licencia el World Outgames. Los primeros Outgames tuvieron lugar en Montreal en 2006.
Los EuroGames no se realizarán en 2009, ya que ese año se realizarán los World Outgames en Copenhague.

## Historia de los EuroGames
| Año  | Ciudad     | País         | Participantes | N° de países participantes | N° de deportes | Comentarios     | Otras ciudades candidatas |
| ---- | ---------- | ------------ | ------------- | -------------------------- | -------------- | --------------- | ------------------------- |
| 1992 | La Haya    | Países Bajos | 300           | 5                          | 4              |                 |                           |
| 1993 | La Haya    | Países Bajos | 540           | 8                          | 6              |                 |                           |
| 1995 | Fráncfort  | Alemania     | 2000          | 13                         |                |                 |                           |
| 1996 | Berlín     | Alemania     | 3247          | 18                         | 17             |                 |                           |
| 1997 | París      | Francia      | 2000          | 18                         | 17             |                 | Bruselas, Zúrich          |
| 1999 | Mánchester | Reino Unido  |               |                            |                | cancelada       | Colonia                   |
| 2000 | Zúrich     | Suiza        | 4500          |                            | 19             |                 | Hamburgo                  |
| 2001 | Hanóver    | Alemania     | 1500          |                            | 7              | juegos pequeños |                           |
| 2003 | Copenhague | Dinamarca    | 2200          |                            | 7              | juegos pequeños |                           |
| 2004 | Múnich     | Alemania     | 5300          | 38                         | 27             |                 | Viena                     |
| 2005 | Utrecht    | Países Bajos | 2855          | 44                         | 9              | juegos pequeños |                           |
| 2007 | Amberes    | Bélgica      | 3650          | 38                         | 11+1           | juegos pequeños |                           |
| 2008 | Barcelona  | España       |               |                            |                |                 |                           |
| 2011 | Róterdam   | Países Bajos |               |                            |                |                 |                           |
| 2012 | Budapest   | Hungría      |               |                            |                |                 |                           |
| 2015 | Estocolmo  | Suecia       |               |                            |                |                 |                           |
| 2016 | Helsinki   | Finlandia    |               |                            |                |                 |                           |
| 2019 | Roma       | Italia       |               |                            |                |                 |                           |
| 2021 | Copenhague | Dinamarca    |               |                            |                |                 |                           |
| 2022 | Nimega     | Países Bajos |               |                            |                |                 |                           |
| 2023 | Berna      | Suiza        |               |                            |                |                 |                           |
| 2024 | Viena      | Austria      |               |                            |                |                 |                           |
| 2025 | Lyon       | Francia      |               |                            |                |                 |                           |